# Андрій Ромоданов (монета)
«Андрі́й Ромода́нов» — ювілейна монета номіналом 2 гривні, випущена Національним банком України. Присвячена видатному вченому, громадському діячу, педагогу, засновнику нейрохірургічної школи в Україні, доктору медичних наук, професору, академіку Національної академії наук України Андрію Петровичу Ромоданову.
Монету введено в обіг 2 листопада 2020 року. Вона належить до серії «Видатні особистості України».

## Опис та характеристики монети
| Номінал грн. | Метал      | Маса, грам | Діаметр, мм. | Якість виготовлення       | Гурт     | Тираж, штук |
| ------------ | ---------- | ---------- | ------------ | ------------------------- | -------- | ----------- |
| 2            | нейзильбер | 12,8       | 31           | спеціальний анциркулейтед | рифлений | 30 000      |

### Аверс

Андрій Ромоданов

На аверсі монети розміщено: угорі ліворуч на рельєфному тлі — малий Державний Герб України, праворуч на тлі стилізованого рельєфного зображення мозку — дзеркальний абрис людини; унизу написи: «2/ ГРИВНІ/2020»; ліворуч на дзеркальному тлі вертикальний напис — «УКРАЇНА»; логотип Банкнотно-монетного двору Національного банку України (над номіналом).

### Реверс
На реверсі монети праворуч зображено портрет Андрія Ромоданова, ліворуч від нього написи: «1920/1993» (роки життя); «АНДРІЙ РОМОДАНОВ» (півколом) та графічне зображення головного мозку людини (на дзеркальному тлі).

## Автори
- Художник — Фандікова Наталія.
- Скульптори: Іваненко Святослав, Дем'яненко Володимир.

## Вартість монети
Під час введення монети в обіг 2020 року, Національний банк України реалізовував монету за ціною 35 гривень.
Фактична приблизна вартість монети, з роками змінювалася так:
| Рік        | 2021 | 2022 | 2023 | 2024 | 2025 |
| ---------- | ---- | ---- | ---- | ---- | ---- |
| Ціна, грн. | 45   | 50   | 65   | 120  | 125  |